# Uráli alapnyelv
Az uráli alapnyelv a mai uráli nyelvek rekonstruált őse, melyet őseink legutoljára Kr. e. 4000 körül beszéltek. Ekkor felbomlott, nagyjából egyidőben az indoeurópai alapnyelvvel, finnugor és szamojéd ágra. A rekonstruálás eszköze az összehasonlító hangtan és az összehasonlító morfoszintaxis. A nyelv, hasonlóan a mai finnugor nyelvekhez, agglutináló volt. Ragjait a magánhangzó-harmónia alapján illesztette a szótövekhez, névszóragozásában irányhármasság volt. Mássalhangzói közt nem voltak zöngés explozívák. A főneveknek és az igéknek három száma volt, az egyes és többes szám mellett volt kettős szám is. A szókincs a legegyszerűbb halász-vadász fogalmakra, illetve az állattartással kapcsolatos néhány fogalomra korlátozódott. A számok hatig tartottak, mivel őseink valószínűleg 6-os számrendszert használtak. Földrajzilag az uráli nyelvű népek feltételezett közös őshazájára terjedt ki.

## Fonetika

### Mássalhangzók[1]
| Képzés helye      | Explozívák | Nazálisok | Affrikáták | Spiránsok | Likvidák |
| ----------------- | ---------- | --------- | ---------- | --------- | -------- |
| Bilabiális        | p          | m         |            | w         |          |
| Dentális          | t          | n         |            | δ         |          |
| Alveoláris        |            |           |            | s         | l, r     |
|                   |            |           | č          | š         |          |
| Alveolo-palatális |            | ń         | ć          | ś         | ľ        |
|                   |            |           |            | δ’        |          |
| Palatális         |            |           |            | j         |          |
| Palato-veláris    | k          | η         |            | γ         |          |

w = angol "why" bilabiális zöngés réshang
č = magyar cs
š = magyar s
ć = palatalizált c hang
ś = palatalizált sz hang
ń = magyar ny
η = magyar "ing" szóban az n. Palato-veláris nazális, kiejtése kb. az n és a g között
ľ = palatalizált l hang, korabeli, ma már nem használt ly
δ = angol "there" interdentális zöngés réshang
δ’ = az interdentális zöngés réshang palatalizált változata
γ = palato-veláris zöngés réshang
Feltűnő hogy hiányoznak a zöngés explozívák (b, d, g). Ennek az oka, hogy a zöngétlen explozívákkal nem a zöngések álltak szemben, hanem az ugyanazon a helyen képzett zöngés spriránsok p - w, t - δ, k - γ.

### Magánhangzók[2]
Magánhangzórendszer rekonstruálása nehéz feladat, hiszen egy nyelvben a magánhangzók változnak meg legkönnyebben. Teljes biztossággal csak azt lehet állítani hogy egy adott szóban veláris vagy palatális magánhangzó állt-e. A mai finnugor nyelveket vizsgálva azonban néhány közös jellemző valószínűleg már megvolt az alapnyelvben is. A legfontosabb ilyen a magánhangzó-harmónia. Biztosan állítható még, hogy a nem első szótagi pozícióban csak három hang szerepelhetett, az a, ä valamint a magánhangzó-harmóniában semleges e. Leginkább vitatott hogy voltak-e hosszú magánhangzók az alapnyelvben, vagy a mai nyelvekben ez későbbi fejlődés eredménye.
Első szótagi magánhangzók:
| Képzés helye | Palatális | Köztes | Veláris |
| ------------ | --------- | ------ | ------- |
| Elöl         | i         | (ü)    | u       |
| Középen      | e         | (ö)    | o       |
| Hátul        | ä         |        | a       |

ü = ha létezett az ü hang lehetséges hogy csak a i hang egy variánsa volt, jelentésbeli különbség nem volt köztük
 ö = nem a magyar ö, hanem veláris e. Kiejtése kb. mint a magyar "ööö..." ("izé" jelentésű indulatszó)

Nem első szótagi magánhangzók:
| a | ä | e |

A szavaknak nagyjából a fele e hangra végződött.

## Szótőtövek[3]
Az alapnyelvi szótövekre a finn nyelvből lehet következtetni, ami a szavak ragozott alakjában megőrizte a szavak alaptövét. A rekonstruált szavak 90%-a kezdődött mássalhangzóval, leginkább kedveltek a zöngétlen explozívák voltak kezdőhangnak, második szótagban azonban inkább kevésbé szerepeltek. Egy feltételezés szerint az alapnyelv kialakulásakor így tagolták a mondatokat: Egy új szó kezdetét egy explozívával és az első szótag hangsúlyozásával jelezték. Alapnyelv kedvelte a nyíltszótagúságot és törekedett a mássalhangzóval való kezdésre a kiejtés könnyítése érdekében (sandhi, liaison).
Öt jellegzetes alapnyelvi szótípus volt:
1. CVCV *wete > víz, vesi; *kala > hal, kala

1. CVCCV *śilmä > szem, silmä; *witte > öt, viisi

1. VCV *elä > él, elä-

1. VCCV *ükte > yksi

1. CV *te

ahol a C a mássalhangzót (consonant) V pedig a magánhangzót jelöli (vokalis). A legtöbb alapnyelvi szó két szótaggal rendelkezett, elvétve van példa három szótagú szavakra. Ezek azonban képzővel ellátott szavak voltak. Egyszótagú szavaknak grammatikai funkciója volt (pl.: tagadóige, névmások). Szám szerint az 1200 eddig rekonstruált szóból ~40 volt három ~20 pedig egy szótagú.

## Nyelvtan

### Névszóragozás[4]
Hat esetrag rekonstruálható az alapnyelvre: három grammatikai és három helyjelölő eset.
- alanyeset: jelöletlen

Az alanyeset használata kettős: nem csak a mondat alanya, hanem a határozatlan tárgy is ebben az esetben volt. Az alapnyelv ugyanis alakilag különbséget tett határozott és határozatlan tárgy között, ez az utódnyelvekben is tükröződik. A 19. században még használatos volt a jelöletlen tárgy egyes magyar nyelvjárásokban, mára jórészt kihalt. A finnben hasonló szerepben a partitív áll a birtokos esettel szemben.
- tárgyeset: *-m

A határozott tárgy jelölésére használták. A határozatlan tárgy jelöletlen maradt. A magyar nyelvben nincs megfelelője, a finnben a szóvégi *-m > -n hangváltozás következtében egybeolvadt a birtokos esettel.
- birtokos eset: *-n

Ugor és permi nyelvekből nem kimutatható, így egyesek vitatják létezését. Szamojéd, volgai-finn és finnségi nyelvekben megtalálható változatlanul (Koiran pallo - a kutya labdája).
- locativus: -na/-nä (hol?)

A magyarban ma is használatos tisztán lokatív értelemben (falun, Magyarországon), de leggyakrabban szuperesszív (asztalon), illetve határozói ragként áll (ketten, szépen, pénteken). A finnben a határozószavakban (kotona, ulkona), valamint a ragokban (-ssa < *-s+na) él tovább eredeti jelentésében, egyébként esszív jelentést vett fel.
- ablativus: -ta/-tä (honnan?)

A magyarban egyes határozószavakban (itt, ott), valamint néhány rendhagyó főnév lokatív esetében (Pécsett, Győröt) mutatható ki, a finnben pedig az elatív és ablatív ragokban (-sta/-lta
- lativus: -k, -j, -ń (hová?)

A latívusz nem csak egy irányt fejezhetett ki, hanem részes esetet is. Inkább kategória volt, mint rag. Az alapnyelvre többféle végződést is ki lehet következtetni.
A *-k megfelelője a magyarban az -ó/-ő igenévképző, talán az -ig, a finnben a transzlatív rag (-ksi) egyik fele.
A *-j folytatása a magyarban részben az -á / -é latív rag (alá, fölé), részben pedig a -vá / -vé transzesszív rag. Szintén ennek a származéka a főnévi igenév -ni képzője.
A -ń ragnak nincs magyar folytatása, a finnben az illatív -hVn / -seen < *-sen, illetve az allatív -lle < *-lne végződés egyik alkotóeleme.

### Igeragozás

#### Konjugációk[5]
A mai uráli nyelvek egy része (ugor nyelvek, szamojéd nyelvek, mordvin) megkülönbözteti az indeterminált és determinált (régebbi elnevezéssel alanyi és tárgyas) igeragozást. Azonban ezen nyelvek között sok az eltérő vonás, ezért az alapnyelvre vonatkozóan nem beszélhetünk egy stabil, kialakult rendszerről, inkább csak egy megkezdett folyamatról, ami aztán az egyes nyelvek önálló életében teljesedett ki. Az egyetlen biztosan rekonstruálható rag az *-s, mely az első szám harmadik személyű determinált rag volt.

#### Igeidők[6]
- Jelen idő

A legtöbb uráli nyelvben a jelenidő jelöletlen, és az alapnyelvre is ez valószínűsíthető. Azonban a hanti és a lapp nyelvet leszámítva kimutatható egy jelenidei *-k jel, mely vagy a jelenidőt jelölte, vagy a tevékenység befejezetlenségére, folyamatosságára utal (mint pl. angol "I am eating."). A balti finn nyelvekben ez a jel az felszólító mód jeleként (finn tulkaa - gyertek), a tagadó igetőben valamint a többesszámú személyragokban (*-k+me+k > -mme').
- Múlt idő

Az uráli alapnyelvre lehet rekonstruálni egy *-ś múltidőjelet, ami mellé kialakult a finnugor korban egy *-j időjel is. A két jelnek azonban teljesen azonos funkciója volt. Ez alapján feltehető egy korabeli ś ~ j fokváltakozás a ragozásban, azonban ezt kevesen fogadják el. Mind a magyar, mind a finn nyelv a *-j időjelet vitte tovább. A finnben a folytatója az -i magyarban a nyomát őrzi a mássalhangzónyúlás (*menej > mené).
- Jövő idő

A jövő időnek nem volt külön jele az alapnyelvben, azt valószínűleg (mint a magyarban) a jelenidejű alakkal fejezték ki.